# Oberfucha
Oberfucha ist eine Ortschaft und eine Katastralgemeinde der Marktgemeinde Furth bei Göttweig im Bezirk Krems in Niederösterreich. Die Ortschaft hat 149 Einwohner (Stand 1. Jänner 2024). Bis Ende 1970 war Oberfucha eine eigenständige Gemeinde.

## Geografie
Das kleine Haufendorf östlich von Furth ist vom Weinbau geprägt und nur über Nebenstraßen zu erreichen. Im Westen befindet sich ein ehemaliger Gutshof.

## Geschichte
Laut Adressbuch von Österreich waren im Jahr 1938 in der Ortsgemeinde Oberfucha zwei Gastwirte, zwei Gemischtwarenhändler, ein Schmied und ein Gutsbesitzer ansässig. Weiters betrieb die Firma Göttweiger Tonwerke und Dampfziegelei GmbH außerhalb des Ortes eine Ziegelei.
Mit 1. Jänner 1971 wurde im Zuge der Niederösterreichischen Kommunalstrukturverbesserung die bis dahin selbständige Gemeinde Oberfucha nach Furth bei Göttweig eingemeindet.